# Eliška Nováková
Eliška Nováková (2. července 1921 Šumperk – 27. listopadu 2000 Praha) byla česká lesnická zooložka a ekoložka.

## Vzdělání
Vystudovala Vysokou školu zemědělského a lesnického inženýrství ČVUT (1947) a Přírodovědeckou fakultu Univerzity Karlovy, odbor zoologie (1951), v roce 1956 získala titul kandidáta biologických věd, v roce 1987 doktora biologických věd.

## Profese
V letech 1947 - 1961 pracovala na Lesnické fakultě ČVUT (od roku 1958 pod VŠZ) v Praze, jako asistent, odborný asistent a později jako vědecký pracovník. V letech 1961 přešla do Výzkumného ústavu lesního hospodářství a myslivosti Zbraslav-Strnady. Od roku 1962 do roku 2000 pak pracovala jako vědecký pracovník v Ústavu pro tvorbu a ochranu krajiny ČSAV v Kostelci nad Černými lesy, který prodělal několik reorganizací spojených se změnou názvu (Ústav krajinné ekologie ČSAV, Ústav aplikované ekologie a ekotechniky Vysoké školy zemědělské, Ústav aplikované ekologie Lesnické fakulty České zemědělské univerzity). 
Významná byla též činnost pedagogická. RNDr. Nováková přednášela na lesnických fakultách a dalších odborných pracovištích v tuzemsku, včetně postgraduálního studia, jakož i v zahraničí.
Během své vědecké dráhy publikovala řadu prací Zahrnovaly původní vědecké práce (75), odborné články (160), knižní publikace (20). Přednesla 55 referátů na vědeckých konferencích doma i v zahraničí a je autorkou  řady výzkumných zpráv či závěrečných zpráv projektů (celkem 75). V  devadesátých letech se zaměřila na problematiku lesů a lesních půd po emisních škodách v oblasti Krušných Hor, Šumavy i Krkonoš, hodnocení  funkce ekologicky významných segmentů krajiny, posuzování vlivů na životní prostředí včetně ekologické role československého regionu ve střední Evropě.
RNDr. Nováková byla členkou několika vědeckých společností a odborně zaměřených spolků, k  nimž patřily: Evropská skupina IUCN - Světového svazu ochrany přírody, z domácích  Československá zoologická společnost, Česká společnost entomologická, po roce 1990 ustavený Národní lesnický komitét, z odborně zaměřených spolků TIS - sdružení přátel přírody či Společnost pro trvale udržitelný život (STUŽ)  při Českém svazu vědeckotechnických společností.
Za svou činnost obdržela RNDr. Nováková v roce 1998 cenu ministra životního prostředí Josefa Vavrouška.
Díky přírodně i lesnicky zaměřenému studiu spojovala Eliška Nováková  vzácně znalosti přírodovědné s praktickými zkušenostmi lesnickými, což přispělo k řešení častých názorových sporů.